# Tamna
El estado de Tamna (también conocido como Tamna-guk [탐라국], Tangna (탕나), Seomna (섬나) y Tammora) fue el estado que gobernó la Isla de Jeju desde la antigüedad hasta que fue absorbido por la Dinastía Joseon de Corea en 1404. Su nombre, así como las formas con las que es conocido, significan "País Insular".

## Leyenda de la fundación
No existen registros históricos sobre la fundación o los inicios de Tamna. Una leyenda cuenta que los tres fundadores divinos del país, Go (고), Yang (양) y Bu (부), emergieron de tres agujeros en el suelo en el siglo 24 antes de Cristo. Estos agujeros, conocidos como Samseonghyeol (삼성혈), aún se conservan en la Ciudad de Jeju.
Según leyenda, después de que Yang Eulna (양을나/楊乙那) viniese a la Isla de Jeju, una semimítica llegó a la orilla de la isla. Yang Ul-la buscó en la caja y encontró tres mujeres, caballos, vacas, y semillas para la agricultura como arroz, maíz, grano, mijo, cebada, y bambú. Desde estos comienzos, los tres hombres establecieron el reino de Tamna. Está considerado como el antepasado legendario de Yang Tang, el fundador del Jeju Yang bon-gwan.

## Registros históricos y arqueológicos.
Las pruebas arqueológicas indican que, alrededor del siglo I d. C. la gente de Tamna estaba comprometida en el comercio activo con la Dinastía Han china y el Japón Yayoi, naciones del sudeste asiático, con la Dinastía Chola de los Tamil, así como la Corea peninsular, por el siglo I d. C..  La primera referencia histórica al reino puede venir del siglo III d. C., en el relato sobre Tres Reinos de China llamado Sanguozhi.  El Sanguozhi informa sobre unas personas extrañas que viven en una isla cerca de Corea, a los que denomina Juho (州胡, literalmente "bárbaros de isla"). Estas personas, quienes tenían una lengua y cultura diferentes, comerciaban con los Mahan personas del continente.  Aun así, la identidad de los Juho con Tamna ha sido discutido por distintas autoridades como el norcoreano Lee Chi Rin (이지린), quién afirma que Juho era una pequeña isla en el Mar Amarillo. En chino mandarín estándar, Tamra se pronuncia Dānluó (Wade-Giles: Tan1-luo2).
En el 476, de acuerdo al Samguk Sagi, Tamna pasó a ser un estado tributario de Baekje, el cual controló el suroeste de la península coreana mientras Tamna daba auxilio militar, y mantenía fuertes lazos con Japón. Así era un socio natural para Tamna. Mientras que Baekje decaía, Tamna pasó a ser estado tributario de Silla. En algún momento cercano al final del período de los Tres Reinos, Tamna oficialmente pasó a ser un estado vasallo de Silla. Entonces, Silla le confirió a los tres príncipes de Tamna los títulos que mantendrían para el resto de la historia: Seongju (성주, 星主), Wangja (왕자, 王子) y Donae (도내, 都內). Algunas fuentes indican que esto tuvo lugar durante el reinado del Rey Munmu de Silla a finales del siglo VII d. C..
Tamna se independizó brevemente tras la caída de Silla en el 935. Sin embargo, en el 938 pasó a ser estado vasallo de la Dinastía Goryeo y fue oficialmente anexionado en el 1105. Aun así, el reino mantuvo autonomía local hasta el 1404, cuándo el Rey Taejong de Joseon centralizó su control y acabó con el Reino de Tamna. Un acontecimiento interesante que tuvo lugar durante los últimos años de Tamna fue la rebelión Sambyeolcho, la cual llegó a un final sangriento en la isla de Jeju en 1274.
Alexander Vovin (2013) anota que el antiguo nombre para la isla de Jeju es tammura, que puede ser analizado en japonés como tani mura たにむら (谷村 'asentamiento del valle') o tami mura たみむら (民村 'asentamiento de personas'). Así, Vovin concluye que en la isla originalmente había hablantes japónicos antes de ser reemplazados por hablantes coreánicoss en algún momento antes del siglo XV.

## Soberanos y gobernadores de Tamna
Go (Ko) es el apellido de los reyes que gobernaron Tamna. El primer rey fue uno de los tres emergieron desde la tierra, siendo sus descendientes los futuros reyes y gobernadores de Tamna.
| Reyes de Tamna | Hangul   | Hanja    |
| -------------- | -------- | -------- |
| Rey Go Eulla   | 고을라왕 | 高乙那王 |
| Rey Geon       | 건왕     | 建王     |
| Rey Samgye     | 삼계왕   | 三繼王   |
| Rey Ilmang     | 일망왕   | 日望王   |
| Rey Doje       | 도제왕   | 島濟王   |
| Rey Eon-gyeong | 언경왕   | 彦卿王   |
| Rey Bomyeong   | 보명왕   | 寶明王   |
| Rey Haengcheon | 행천왕   | 幸天王   |
| Rey Hwan       | 환왕     | 歡王     |
| Rey Sik        | 식왕     | 湜王     |
| Rey Uk         | 욱왕     | 煜王     |
| Rey Hwang      | 황왕     | 惶王     |
| Rey Wi         | 위왕     | 偉王     |
| Rey Yeong      | 영왕     | 榮王     |
| Rey Hu         | 후왕     | 厚王     |
| Rey Dumyeong   | 두명왕   | 斗明王   |
| Rey Seonju     | 선주왕   | 善主王   |
| Rey Jinam      | 지남왕   | 知南王   |
| Rey Seongbang  | 성방왕   | 聖邦王   |
| Rey Munseong   | 문성왕   | 文星王   |
| Rey Ik         | 익왕     | 翼王     |
| Rey Jihyo      | 지효왕   | 之孝王   |
| Rey Suk        | 숙왕     | 淑王     |
| Rey Hyeonbang  | 현방왕   | 賢方王   |
| Rey Gi         | 기왕     | 璣王     |
| Rey Dam        | 담왕     | 聃王     |
| Rey Ji-un      | 지운왕   | 指雲王   |
| Rey Seo        | 서왕     | 瑞王     |
| Rey Damyeong   | 다명왕   | 多鳴王   |
| Rey Dam        | 담왕     | 談王     |
| Rey Cheseam    | 체삼왕   | 體參王   |
| Rey Seongjin   | 성진왕   | 聲振王   |
| Rey Hong       | 홍왕     | 鴻王     |
| Rey Cheoryang  | 처량왕   | 處良王   |
| Rey Won        | 원왕     | 遠王     |
| Rey Pyoryun    | 표륜왕   | 表倫王   |
| Rey Hyeong     | 형왕     | 逈王     |
| Rey Chido      | 치도왕   | 致道王   |
| Rey Uk         | 욱왕     | 勖王     |
| Rey Cheonwon   | 천원왕   | 天元王   |
| Rey Hogong     | 호공왕   | 好恭王   |
| Rey So         | 소왕     | 昭王     |
| Rey Gyeongjik  | 경직왕   | 敬直王   |
| Rey Min        | 민왕     | 岷王     |
| Rey Jagyeon    | 자견왕   | 自堅王   |

| Gobernadores de Tamna | Hangul | Hanja  |
| --------------------- | ------ | ------ |
| Go Jagyeon            | 고자견 | 高自堅 |
| Go Mallo              | 고말로 | 高末老 |
| Go Yu                 | 고유   | 高維   |
| Go Jogi               | 고조기 | 髙兆基 |
| Go Jeongik            | 고정익 | 髙挺益 |
| Go Jeok               | 고적   | 髙適   |
| Go Yeorim             | 고여림 | 髙汝霖 |
| Go Jeongan            | 고정간 | 髙貞幹 |
| Go Sol                | 고순   | 髙巡   |
| Go Boksu              | 고복수 | 髙福壽 |
| Go Indan              | 고인단 | 髙仁旦 |
| Go Sujwa              | 고수좌 | 髙秀佐 |
| Go Seok               | 고석   | 髙碩   |
| Go Sunryang           | 고순량 | 髙順良 |
| Go Sunwon             | 고순원 | 髙順元 |
| Go Myeongeol          | 고명걸 | 髙明傑 |
| Go Singeol            | 고신걸 | 髙臣傑 |
| Go Bong-ye            | 고봉예 | 高鳳禮 |